# العلاقات التونسية الفنلندية
العلاقات التونسية الفنلندية هي العلاقات الثنائية التي تجمع بين تونس وفنلندا.

## مقارنة بين البلدين
هذه مقارنة عامة ومرجعية للدولتين:
| وجه المقارنة                                              | تونس                                       | فنلندا                                                                               |
| --------------------------------------------------------- | ------------------------------------------ | ------------------------------------------------------------------------------------ |
| المساحة (كم2)                                             | 163.61 ألف                                 | 338.42 ألف                                                                           |
| عدد السكان (نسمة)                                         | 11.53 مليون                                | 5.52 مليون                                                                           |
| الكثافة السكانية (ن./كم²)                                 | 70.47                                      | 16.31                                                                                |
| العاصمة                                                   | تونس                                       | هلسنكي                                                                               |
| اللغة الرسمية                                             | اللغة العربية                              | اللغة الفنلندية، اللغة السويدية                                                      |
| العملة                                                    | دينار تونسي                                | يورو، ماركا فنلندية                                                                  |
| الناتج المحلي الإجمالي (بليون دولار)                      | 40.26 مليار                                | 251.88 مليار                                                                         |
| الناتج المحلي الإجمالي (تعادل القوة الشرائية) بليون دولار | 129.05 مليار                               | 231.84 مليار                                                                         |
| الناتج المحلي الإجمالي الاسمي للفرد دولار أمريكي          | 3.87 ألف                                   | 42.31 ألف                                                                            |
| الناتج المحلي الإجمالي للفرد دولار أمريكي                 | 11.44 ألف                                  | 40.68 ألف                                                                            |
| مؤشر التنمية البشرية                                      | 0.721                                      | 0.883                                                                                |
| رمز المكالمات الدولي                                      | +216                                       | +358                                                                                 |
| رمز الإنترنت                                              | .tn                                        | .fi                                                                                  |
| المنطقة الزمنية                                           | ت ع م+01:00، توقيت وسط أوروبا، ت ع م+02:00 | ت ع م+02:00، ت ع م+03:00، أوروبا/هلسنكي ‏، توقيت شرق أوروبا، توقيت شرق أوروبا الصيفي ‏ |

## منظمات دولية مشتركة
يشترك البلدان في عضوية مجموعة من المنظمات الدولية، منها:
| علم المنظمة | اسم المنظمة                               | تاريخ انضمام تونس | تاريخ انضمام فنلندا |
| ----------- | ----------------------------------------- | ----------------- | ------------------- |
|             | يونسكو                                    | 8 نوفمبر 1956     | 10 أكتوبر 1956      |
|             | الفريق المعني برصد الأرض                  | ?                 | ?                   |
|             | مؤسسة التمويل الدولية                     | 25 يوليو 1962     | 20 يوليو 1956       |
|             | المركز الدولي لتسوية المنازعات الاستشارية | 14 أكتوبر 1966    | 8 فبراير 1969       |
|             | منظمة حظر الأسلحة الكيميائية              | ?                 | ?                   |
|             | مؤسسة التنمية الدولية                     | 30 ديسمبر 1960    | 29 ديسمبر 1960      |
|             | منظمة التجارة العالمية                    | ?                 | 1995                |
|             | وكالة ضمان الاستثمار متعدد الأطراف        | 7 يونيو 1988      | 28 ديسمبر 1988      |
|             | الاتحاد الدولي للاتصالات                  | 14 ديسمبر 1956    | 1 سبتمبر 1920       |
|             | منظمة الشرطة الجنائية الدولية             | ?                 | ?                   |
|             | الاتحاد البريدي العالمي                   | ?                 | ?                   |
|             | الأمم المتحدة                             | 12 نوفمبر 1956    | 14 ديسمبر 1955      |
|             | البنك الدولي للإنشاء والتعمير             | 14 أبريل 1958     | 14 يناير 1948       |
|             | المنظمة الهيدروغرافية الدولية             | ?                 | ?                   |
|             | البنك الإفريقي للتنمية                    | ?                 | ?                   |

## أعلام
هذه قائمة لبعض الشخصيات التي تربطها علاقات بالبلدين:
- الأزهر بوعوني (سياسي من تونس، 2 أبريل 1948 – 14 أكتوبر 2017)

## وصلات خارجية
- موقع وزارة الخارجية التونسية
- موقع وزارة الخارجية الفنلندية